# Hamburg Wasser
Hamburg Wasser ist Hamburgs Trinkwasserversorgungs- und Abwasserentsorgungsunternehmen. Es ist nach den Berliner Wasserbetrieben das zweitgrößte kommunale Wasserver- und Entsorgungsunternehmen Deutschlands. In diesem Gleichordnungskonzern sind die Hamburger Wasserwerke GmbH (HWW) und die Hamburger Stadtentwässerung AöR (HSE) zusammengeschlossen; das Unternehmen befindet sich vollständig im Eigentum der Freien und Hansestadt Hamburg.
Daneben bestehen Tochtergesellschaften bzw. erhebliche Beteiligungen an
- Consulaqua Hamburg[3]
- Hamburg Wasser Service und Technik GmbH (Servtec)[4]
- Servcount Abrechnungsgesellschaft mbH (Betrieb Ende Juni 2015 eingestellt/wird liquidiert)
- Aquabench GmbH[5]
- Holsteiner Wasser GmbH (seit 2008 zusammen mit Hansewerk, jeweils 50 Prozent)
- Harzwasserwerke GmbH (7,2 Prozent)

Von 2009 bis Ende 2021 war zudem die Hamburg Energie GmbH eine Tochtergesellschaft von Hamburg Wasser. Das Unternehmen fusionierte jedoch zum Jahr 2022 mit der Wärme Hamburg GmbH und befindet sich als Hamburger Energiewerke GmbH nun selbst zu 100 Prozent unmittelbar im Eigentum der Freien und Hansestadt Hamburg.

## Geschichte

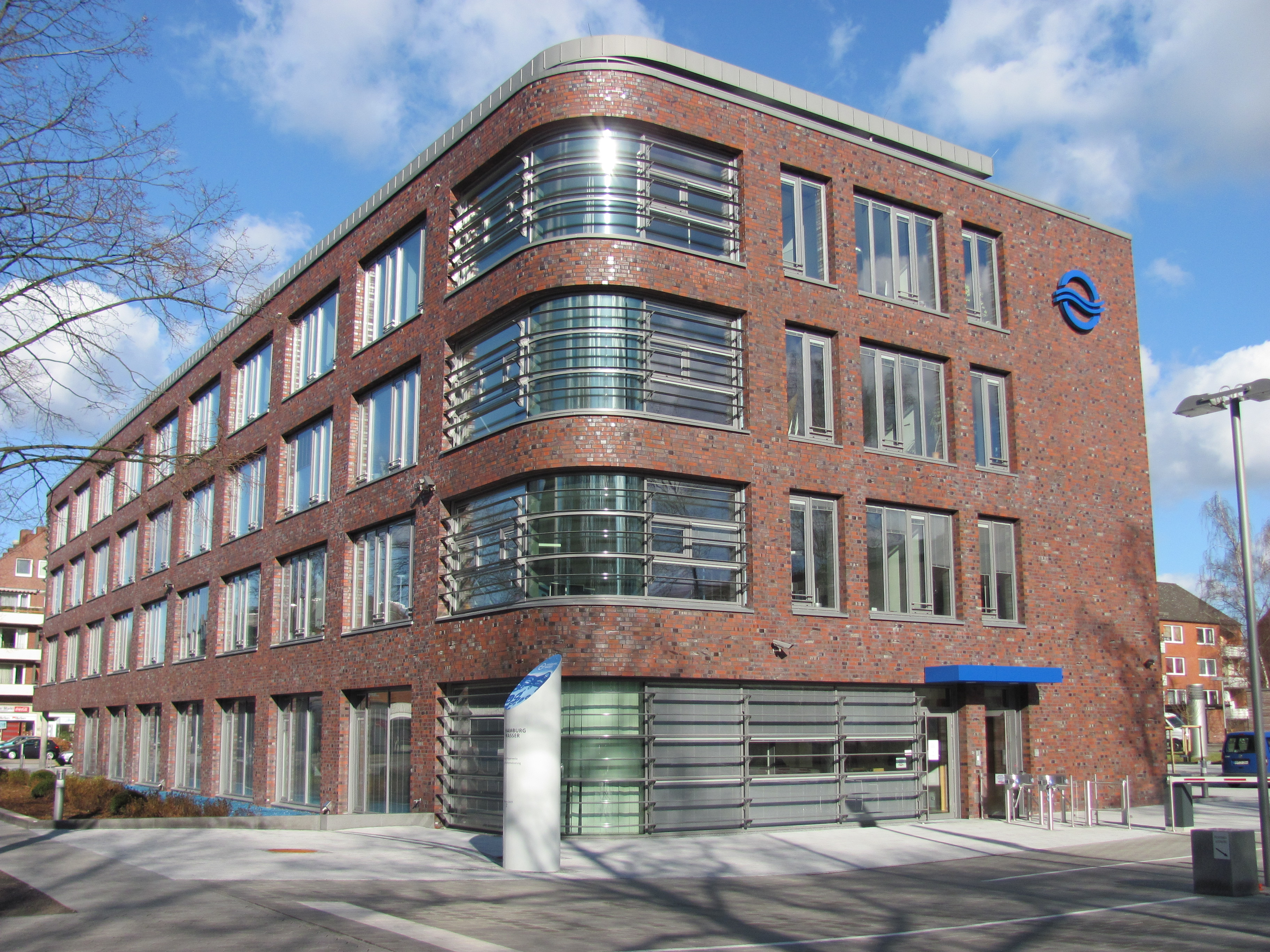
Hauptsitz in Rothenburgsort

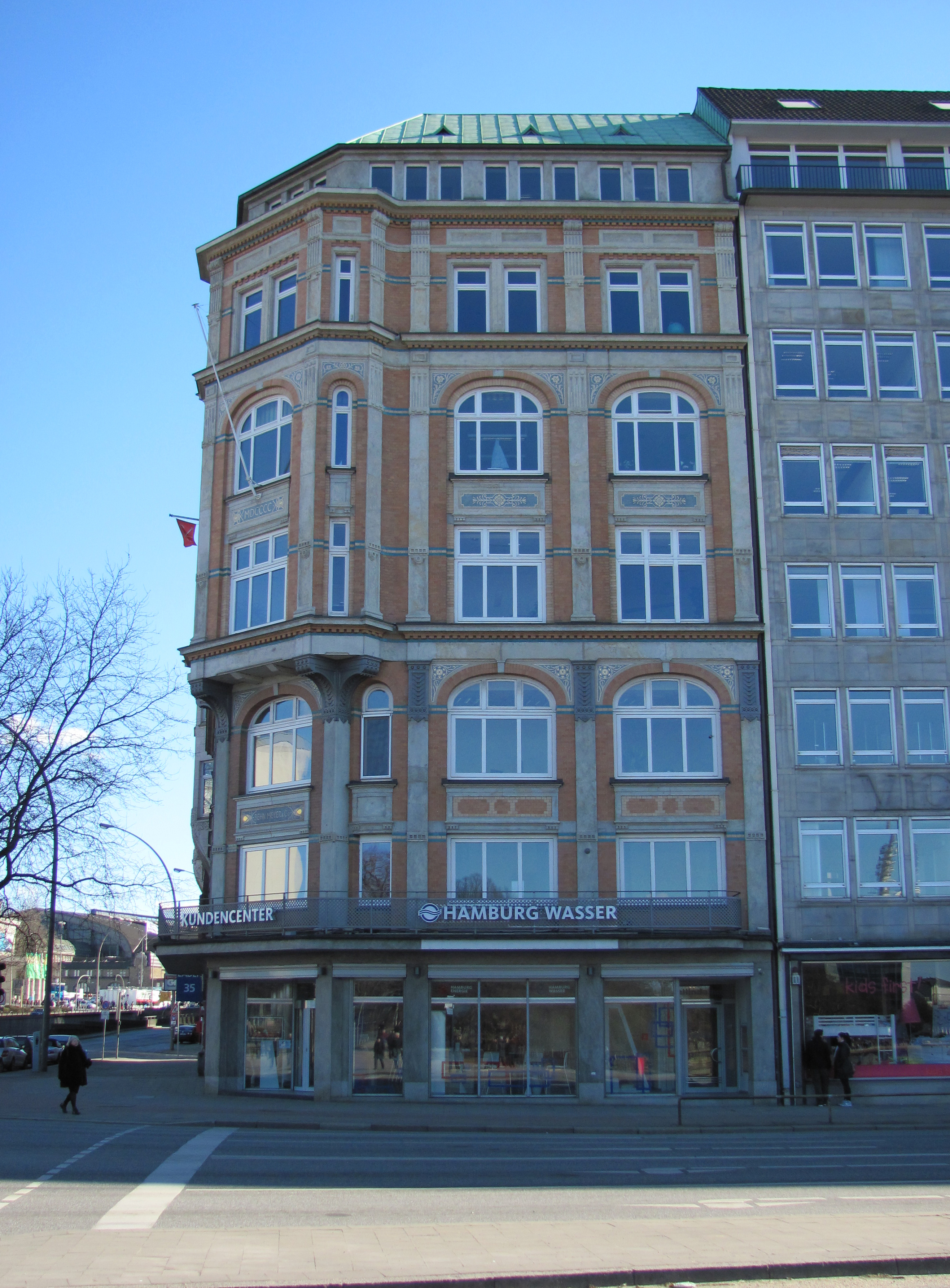
Kundenzentrum von HAMBURG WASSER

Nachdem beim Großen Brand 1842 ein Drittel der damaligen inneren Stadt Hamburgs abgebrannt war, beschlossen der Senat und die Bürgerschaft der Freien und Hansestadt Hamburg, ein modernes Rohrleitungssystem und eine leistungsfähige Kanalisation zu installieren. Gleichzeitig sollten flächendeckend sogenannte Nothpfosten, also Hydranten, installiert werden, um die Löschwasserversorgung zu gewährleisten. 1848 wurde daher unter Federführung des britischen Ingenieurs William Lindley die Stadtwasserkunst gegründet, die zunächst unfiltriertes, ab 1893 filtriertes Elbwasser in das Versorgungsnetz pumpte. Ab 1905 förderte die Stadtwasserkunst auch Grundwasser.
1924 ging aus der Stadtwasserkunst die Hamburger Wasserwerke GmbH (HWW) hervor. Ab 1964 versorgten die HWW die Kunden ausschließlich mit Grundwasser. Am 1. Januar 2006 erfolgte die Zusammenlegung der Hamburger Wasserwerke und der Hamburger Stadtentwässerung unter einem gemeinsamen (Unternehmens-)Dach mit 2437 Mitarbeitern.
Der Hauptsitz des Unternehmens befindet sich am Billhorner Deich 2 in Rothenburgsort, wo sich ebenso das Museum WasserForum der HWW befindet.
Ein gemeinsames Kundenzentrum besteht am Ballindamm 1 in der Hamburger Altstadt.